# Ghana International Airlines

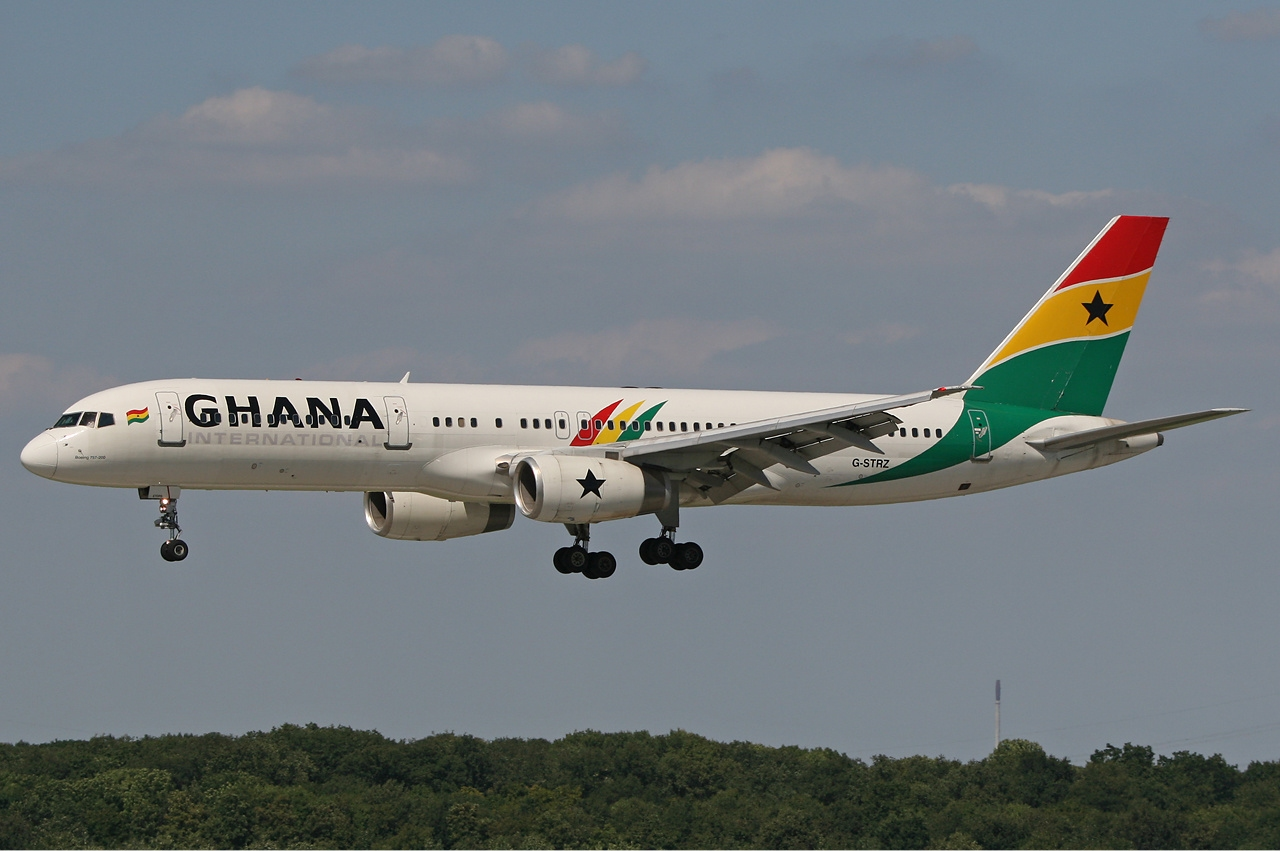
Boeing 757-200 da Ghana International Airlines

A Ghana International Airlines era uma companhia aérea de Gana. Suspendeu seus voos em 2010.